# Haleem de Hyderabad
El haleem de Hyderabad ( /ˈhaɪdərəba:di:/) es un tipo de haleem popular en la ciudad india de Hyderabad. El haleem es un estofado compuesto de carne, lentejas y trigo machacado que se convierte en una pasta espesa. Originalmente es un plato árabe y fue introducido en el estado de Hyderabad por la gente de Chaush durante el gobierno de los Nizams (los antiguos gobernantes del estado de Hyderabad). Las especias tradicionales locales ayudaron a desarrollar un haleem de Hyderabadi único, que se hizo popular entre los nativos de Hyderabadis en el siglo XIX.
La preparación de haleem se ha comparado con la de Hyderabadi Biryani. Aunque el haleem de Hyderabadi es el aperitivo tradicional en bodas, celebraciones y otras ocasiones sociales, se consume particularmente en el mes islámico del Ramadán durante el Iftar (la cena que rompe el ayuno de todo el día), ya que proporciona energía instantánea y es alta en calorías. Esto ha convertido al plato en sinónimo de Ramadán. En reconocimiento a su importancia cultural y popularidad, en 2010 la oficina de registro de GIS de la India le otorgó el estatus de Indicación Geográfica (GIS), convirtiéndolo en el primer plato no vegetariano en la India en recibir este estatus.

## Historia
El haleem se originó como un plato árabe con carne y trigo machacado como ingredientes principales. Fue introducido en Hyderabad por la diáspora árabe durante el gobierno del sexto Nizam, Mahbub Ali Khan, y más tarde se convirtió en una parte integral de la cocina de Hyderabadi durante el gobierno del séptimo Nizam, Mir Osman Ali Khan. El sultán Saif Nawaz Jung Bahadur, un jefe árabe de Mukalla, Hadramaut, Yemen, que estaba entre la séptima nobleza de la corte de Nizam, lo popularizó en Hyderabad. La adición de sabores locales a la receta original dio como resultado un sabor distinto de otros tipos de haleem.

## Presentación oficial en Hyderabad
El haleem de Hyderabad fue presentado oficialmente en el Hotel Madina por Aga Hussain Zabeth, el fundador iraní del hotel en 1956.
El hotel que abrió en 1947 en la propiedad de Waqf llamada Madina Building en Pathargatti, cuyo alquiler se utilizó para servir a los peregrinos del Haj, el hotel Madina es uno de los restaurantes más antiguos de Hyderabad. Después de la renovación del hotel Madina, fue inaugurado por el último Nizam, Mir Osman Ali Khan en 1956.

## Preparación

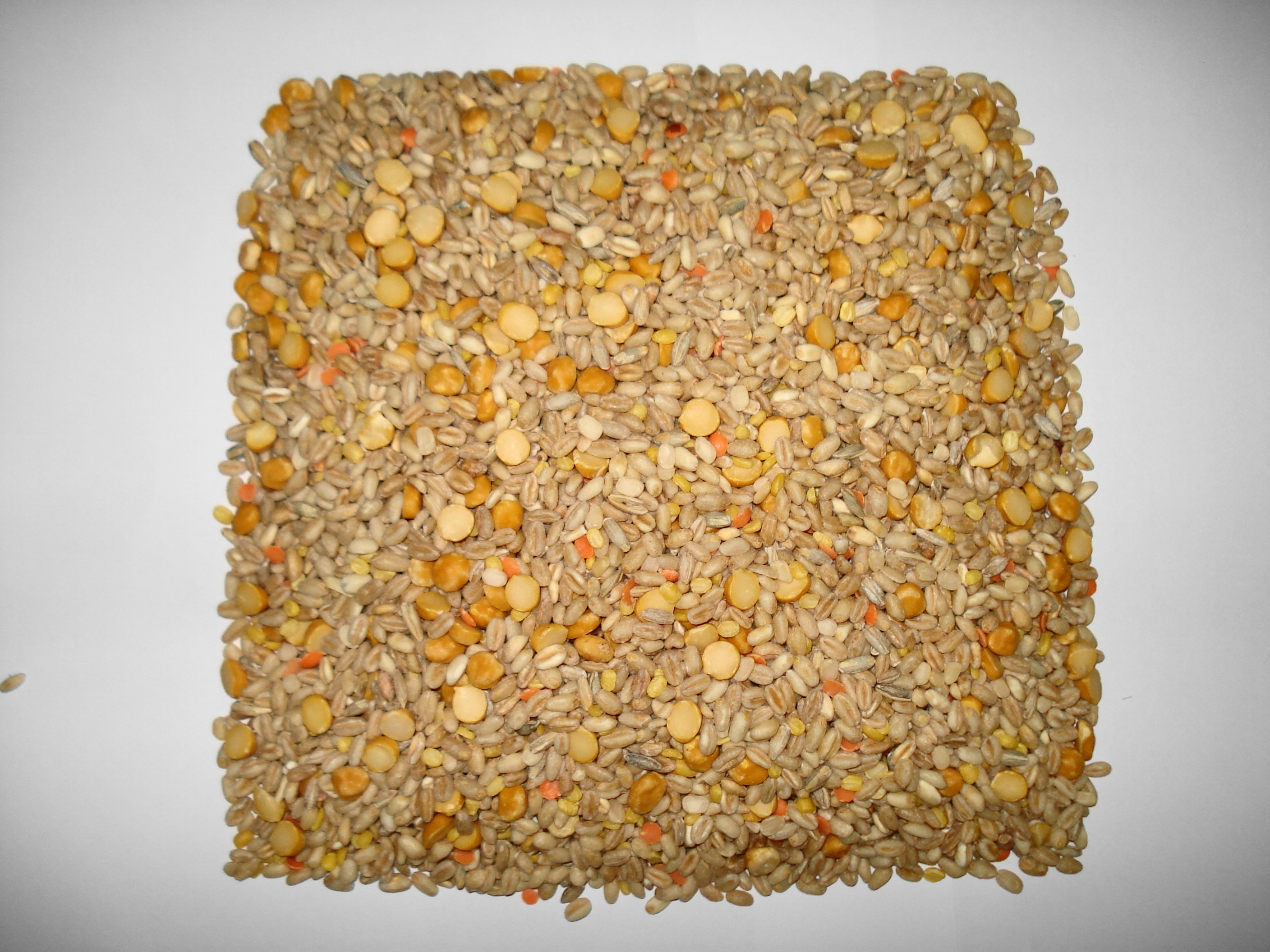
Trigo, dal y otros granos mixtos

Tradicionalmente, el haleem de Hyderabadi se cocina a fuego lento de leña durante hasta 12 horas en un bhatti (un caldero cubierto con un horno de ladrillos y barro). Se requieren una o dos personas para removerlo continuamente con paletas de madera durante toda su preparación. Para el haleem Hyderabadi casero, se usa un Ghotni (un machacador manual de madera) para revolverlo hasta que alcance una consistencia pegajosa y suave, similar a la carne picada.

### Ingredientes

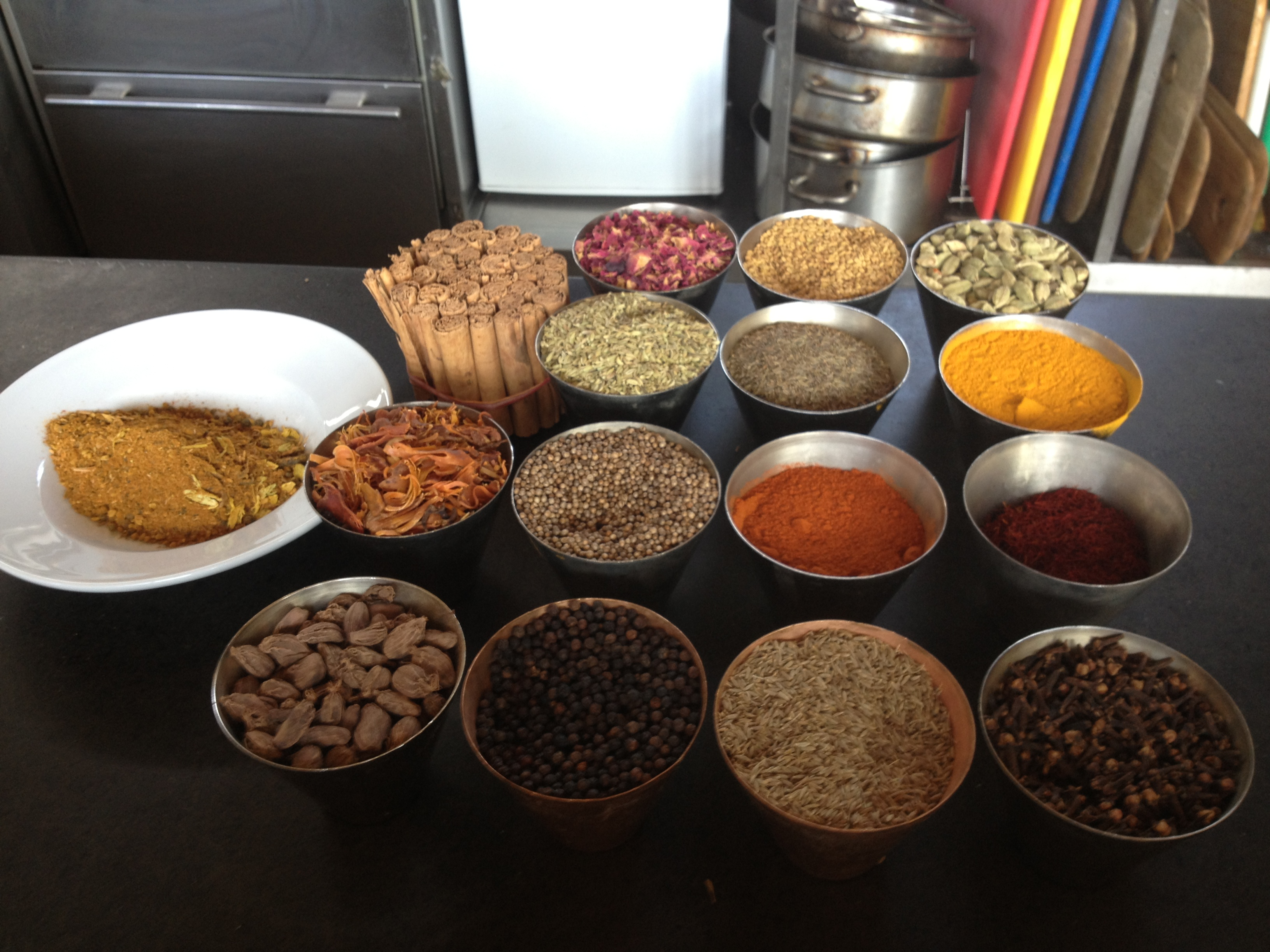
Especias utilizadas en la preparación de Haleem de Hyderabadi

Los ingredientes incluyen carne (ya sea carne de cabra, ternera o pollo); trigo machacado; ghee— (grasa de leche extraída de la mantequilla, también llamada mantequilla clarificada); leche; lentejas, pasta de jengibre y ajo; cúrcuma; especias de ají rojo tales como semillas de comino, semillas de alcaravea (shah zeera), canela, cardamomo, clavo, pimienta negra, azafrán, azúcar moreno, goma natural, pimienta de Jamaica (kabab cheeni); y frutos secos como pistacho, anacardo, higo y almendra. Se sirve caliente con una salsa a base de ghee, trozos de lima, cilantro picado, huevo duro en rodajas y cebollas fritas como decoración.

### Variaciones
Se han introducido diferentes variantes que satisfacen los gustos y requisitos regionales. Una variante meethi (dulce) de haleem es consumida como desayuno por la diáspora árabe en el barrio de Barkas de la ciudad. La variante de pollo es menos popular, aunque tiene un precio más bajo. En algunos restaurantes de Hyderabad hay disponible una versión vegetariana del haleem, en la que las verduras y frutas secas sustituyen a la carne de cabra.

## Nutrición
El haleem de Hyderabadi es un plato alto en calorías que proporciona energía instantánea ya que contiene ingredientes de digestión lenta y combustión rápida. También contiene frutos secos ricos en antioxidantes. La carne y los frutos secos lo convierten en un alimento rico en proteínas. En 2013 se introdujo una nueva variedad baja en colesterol que utiliza carne de emú, rica en minerales, fósforo y vitaminas. La Corporación Municipal de Greater Hyderabad (GHMC), un organismo cívico local que supervisa las normas de salud y seguridad en la ciudad, ha establecido normas de higiene y calidad que deben seguir los restaurantes que lo venden.

## Popularidad

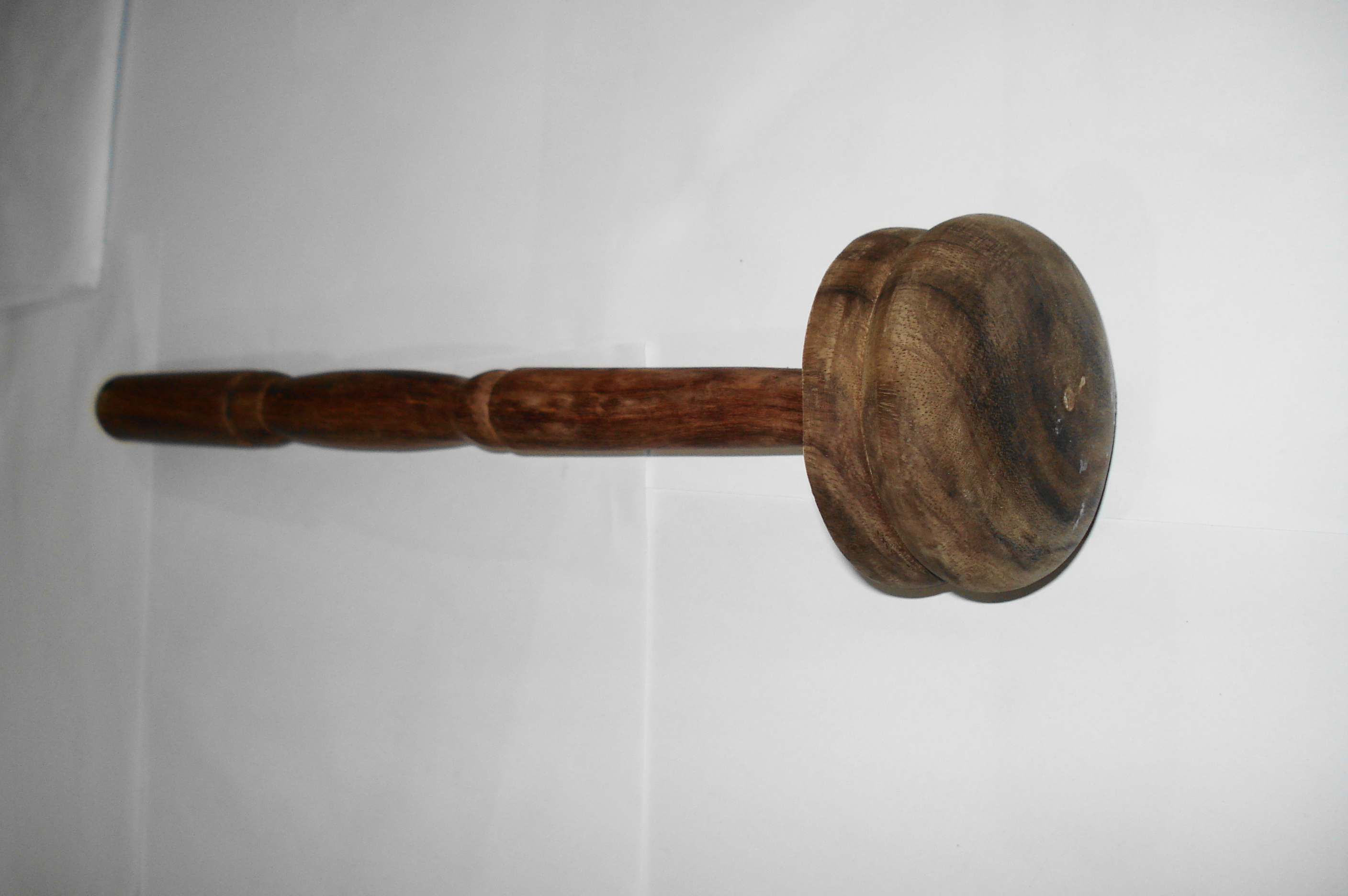
Ghotni, un machacador manual de madera, que se utiliza para triturar carne y trigo mientras se cocina el haleem hasta que se convierte en una pasta espesa.

El haleem de Hyderabadi se considera un manjar internacional. En Hyderabad, el plato se consume a menudo en eventos de celebración como bodas. Se consume especialmente durante Iftar, la cena que sigue al ayuno de un día, observado por los musulmanes durante el mes de Ramadán.

### Lugares para probar Haleem
Shah Ghouse Café, Cafe 555, Pista House, Grill 9, Parivar, Bahar Cafe, Chicha's, Peshawar, Grand Hotel, Prince y Bahar Cafe son algunos de los lugares para probar Haleem en Hyderabad.
En Hyderabad y áreas vecinas, el mes de Ramadán es sinónimo de Hyderabadi haleem. Durante la temporada de Ramadán de 2014, se vendieron en la ciudad haleem de Hyderabadi por valor de 5000 millones de rupias,  y se empleó a 25000 personas más en la preparación y venta de haleem. A los chefs conocedores se les paga salarios de hasta ₹100000 (US $400) al mes más beneficios. En 2011, durante el Ramadán había 6000 restaurantes en toda la ciudad que vendían haleem (el 70% de los cuales son temporales hasta el final del Ramadán), y el 28% del haleem de Hyderabadi producido en la ciudad se exportó a 50 países de todo el mundo.
Sanjeev Kapoor, un empresario de la cocina india, menciona en su libro Royal Hyderabadi Cooking que la preparación de haleem en Hyderabad se ha convertido en una forma de arte, al igual que el Hyderabadi Biryani. En 2010, la oficina de registro de indicaciones geográficas de la India concedió a Hyderabadi haleem el estado de indicación geográfica. Se convirtió en el primer producto cárnico de la India en recibir una certificación de indicación geográfica. Esto significa que un plato no se puede vender como Hyderabadi haleem a menos que cumpla con las normas necesarias establecidas para él.